# 김소엽
김소엽(金小葉, 1944년 1월 9일~)은 대한민국의 작가이며, 본명은 김광자(金光子)이다.

## 생애
김소엽은 1965년 이화여자대학교의 영어영문학과를 졸업해서 1966년부터 1973년까지 보성여자중학교와 보성여자고등학교에서 교사로서 일을 했다. 그녀가 처음으로 세상에 이름을 알리게 된 것은 1978년의 「한국문학」을 통해서다. 그 후에 김소엽은 1981년 연세대학교 연합신학대학원을 졸업하고 1983년엔 프린스턴 대학교로 연수를 가기도 했다.
1988년부터 김소엽은 여러 기독교 방송들을 진행하기 시작했다. 1988년부터 1994년까지는 기독교 방송 ‘하나 되게 하소서’를 진행하고 1995년부터 1999년까지는 기독교 TV ‘나의 사랑하는 책’도 진행하곤 했다. 그리고 2001년에는 대한민국 문화예술선교회의 회장을 맡게 되었고 그 후, 한국시인협회, 한국문인협회, 기독교 여성 문인회등 여러 문학 협회에서 중요한 위치를 맡게 되었다.

## 수상경력
- 1993 제7회 기독교문화대상
- 1995 제1회 윤동주 문학상 본상

## 문학작품

### 시
- 「항구의 점경」, 『시문학』, 1977.5, 시.
- 「밤」, 『한국문학』, 1978.8, 시.
- 「방황」 외, 『한국문학』, 1979.5, 시.
- 「신안 앞바다」, 『현대문학』, 1979.7, 시.
- 「바람에게」, 『세대』, 1979.10, 시.
- 「우물가에서」 외, 『한국문학』, 1980.2, 시.
- 「소나기」, 『현대시학』, 1980.4, 시.
- 「걸레의 탄생」, 『한국문학』, 1981.1, 시.
- 「이슬에 대하여」, 『한국문학』, 1982.2, 시.
- 「어느 겨울밤의 스케치」 외, 『현대시학』, 1982.6, 시.
- 「참회」, 『월간문학』, 1984.11, 시.
- 「그리움」 외, 『월간문학』, 1985.11, 시.
- 「우리가 흘리는 눈물은」, 『소설문학』, 1986.1, 시.
- 「민방위날」, 『현대문학』, 1986.2, 시.
- 「겨울나무」 외, 『월간문학』, 1986.7, 시.
- 「빨래를 하며」 외, 『한국문학』, 1987.1, 시.
- 「종착역」, 『월간문학』, 1987.6, 시.
- 「당신」, 『한국문학』, 1987.6, 시.
- 「남은 일」, 『소설문학』, 1987.6, 시.
- 「우물가에서」, 『동서문학』, 1987.8, 시.
- 「용서를 빌 때」, 『문학정신』, 1987.9, 시.
- 「놀」, 『예술계』, 1987.11, 시.
- 「바람의 노래」, 『시문학』, 1987.11, 시.
- 「별 22」, 『현대문학』, 1987.12, 시.
- 『그대는 별로 뜨고』, 문학세계사, 1987, 시집.
- 「별 23」 외, 『월간문학』, 1988.1, 시.
- 「별 27」 외, 『문학정신』, 1988.1, 시.
- 「부활절 아침의 고백」 외, 『심상』, 1988.7, 시.
- 「씨를 뿌리며」, 『동서문학』, 1988.7, 시.
- 「엑소더스」 외, 『심상』, 1989.2, 시.
- 「섬」, 『심상』, 1989.5, 시.
- 「별 51-종소리」, 『월간문학』, 1989.10, 시.
- 「연」, 『동서문학』, 1989.11, 시.
- 「자운영꽃」, 『문학사상』, 1989.11, 시.
- 「감꽃이 피면」, 『현대문학』, 1989.12, 시.
- 「겨울 숲」 외, 『민족과문학』, 1989.12, 시.
- 『지금 우리는 사랑에 서툴지만』, 둥지, 1990, 시집.
- 『어느 날의 고백』, 종로서적, 1991, 시집.
- 『지난날 그리움을 황혼처럼 풀어놓고』, 베드로서원, 1993, 시집.
- 『마음속에 뜬 별』, 마을, 1995, 시집.
- 『At The Well-우물가에서』, 한림출판사, 2001, 시집.
- 『In Case You May Drop By-행여 님이 오실까』, 한림출판사, 2001, 시집.
- 『My Love, My Star-그대 떠난 후 더욱 사랑하게 되었네』, 한림출판사, 2001, 시집.

### 수필
- 『사랑 하나 별이 되어』, 문학세계사, 1989, 수필집.